# IC 5343
IC 5343 је галаксија у сазвјежђу Водолија која се налази на листи објеката дубоког неба у Индекс каталогу.
Деклинација објекта је - 22° 29' 50" а ректасцензија 23h 39m 22,4s. Привидна величина (магнитуда) објекта IC 5343 износи 14,6 а фотографска магнитуда 15,2. IC 5343 је још познат и под ознакама ESO 536-15, MCG -4-55-19, PGC 72032.